# Línea Soto de Rey-El Entrego
Soto de Rey-El Entrego es una línea ferroviaria de ancho ibérico en España, incluida en la Red Ferroviaria de Interés General (RFIG). Dentro de la RFIG se identifica con el número 140.

## Recorrido
La línea conecta las localidades asturianas de Soto de Rey y El Entrego, siendo la principal conexión ferroviaria que recorre la cuenca minera del Valle del Nalón.

## Historia
La línea se inauguró el 1 de julio de 1894 entre Soto de Rey y Ciaño-Santa Ana, tras un proyecto iniciado por la Compañía del Noroeste de España, que pretendía proporcionar una salida por una línea de vía ancha al carbón extraído en las minas del valle de Samuño. Esta planificación pasaría a ser competencia de la Compañía de los Ferrocarriles de Asturias, Galicia y León o AGL, creada para continuar con los proyectos iniciados por Noroeste y gestionar sus líneas. En 1885, la mala situación financiera de AGL tuvo como consecuencia su absorción por parte de Norte. En 1941, la nacionalización del ferrocarril en España supuso la desaparición de esta última y su integración en la recién creada RENFE. Posteriormente, se prolongó la línea hasta El Entrego, diseñando una estación en fondo de saco únicamente para el servicio de viajeros.

## Características
Según la actualización de 2020 de la Declaración de la Red de Adif, la línea está electrificada a 3 kV de corriente continua mediante hilo aéreo y es de vía única.
En cuanto a la señalización y los sistemas de seguridad, la línea cuenta con bloqueo automático con control de tráfico centralizado (CTC).

## Servicios ferroviarios

### Viajeros

#### Cercanías
Toda la línea forma parte del trayecto que recorren las unidades de la línea C-2 de Cercanías Asturias entre Oviedo y El Entrego.

### Mercancías

#### Adif
Adif dispone de la instalación logística de Soto de Rey como referente, que comparte con la línea Venta de Baños-Gijón

#### Principales tráficos
Los principales tráficos que discurren por la línea son el de productos siderúrgicos de Trasona (cerca de Avilés) a Siderúrgicos del Mediterráneo (Sagunto), promovidos por ArcelorMittal en el tramo entre Tudela-Veguín y la bifurcación de Soto de Rey. Además, entre Tudela-Veguín y La Felguera también han existido recientemente tráficos de carbón para alimentar a la central térmica de Lada procedente del puerto del Musel.